# Alberich I.
Alberich I. (* vor 889; † zwischen 917 und 925) war Markgraf von Spoleto fränkischer (oder langobardischer) Herkunft. Er ist Stammvater der Tuskulaner, die im 10. und 11. Jahrhundert die Macht in der Stadt Rom innehatten und acht Päpste stellten.

## Leben
Alberich I. erscheint erstmals 889 – wohl als Graf von Fermo – als Vasall von Wido II. von Spoleto in der Schlacht an der Trebbia. Danach schloss er sich aber Berengar I. an und wurde nach Widos II. Tod 894 durch die Ermordung von dessen Großneffen und Nachfolger Wido IV. im Frühjahr 897 Markgraf von Spoleto. 899 kämpften seine Kontingente aus Camerino und Spoleto im Heer Berengars gegen die Ungarn. Im Jahre 904 war er in Rom an der Rückkehr Papst Sergius III. beteiligt. Aus dieser Zeit rührte seine Verbindung mit dem römischen Adelsführer Theophylakt I. von Tusculum, dessen Tochter Marozia er heiratete und von ihr Vater von Alberich II. wurde. Marozia beherrschte in der ersten Hälfte des 10. Jahrhunderts Rom als selbst ernannte Senatorin (Senatrix). Im August 915 hatte er maßgeblichen Anteil am Erfolg der Schlacht von Garigliano gegen die Araber. Sein Todesdatum ist unsicher (917 ist er zuletzt urkundlich erwähnt, 925 ist er sicher tot).